# Zone d'occupation soviétique en Allemagne
Pour les articles homonymes, voir Zone d'occupation soviétique.
1945–1949
Entités précédentes :
- Reich allemand

Entités suivantes :
- Allemagne de l'Est (dont Berlin-Est)

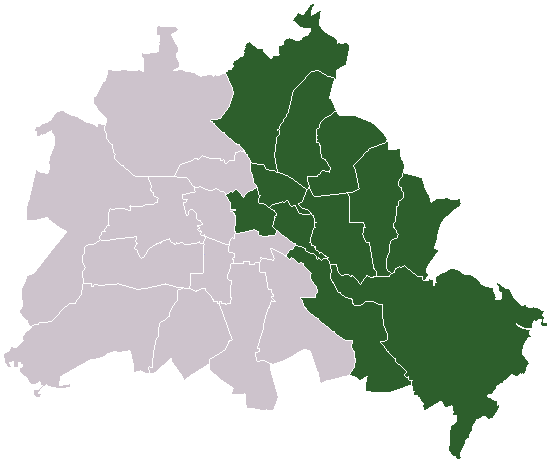
Le secteur d'occupation soviétique à Berlin (devenu Berlin-Est).

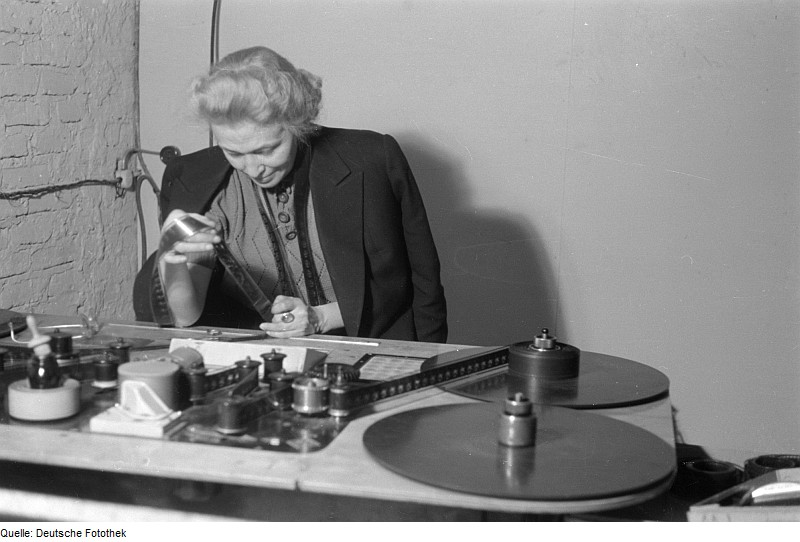
Préparation du Wochenschau Z. V. f. Volksbildung en février 1946, qui remplace en secteur soviétique les actualités du IIIe Reich mortes avec le régime.

La zone d'occupation soviétique en Allemagne (en allemand : Sowjetische Besatzungszone - SBZ ou en russe : Советская оккупационная зона), était l'une des quatre zones alliées établie en Allemagne après la Seconde Guerre mondiale.

## Historique
Elle était gérée par une administration militaire spécifique, qui conduisit à la création de la République démocratique allemande (RDA), le 7 octobre 1949.
Même après cette date, le terme de « zone soviétique d'occupation » fut utilisé en Allemagne de l'Ouest (République fédérale d'Allemagne) durant l'application de la doctrine Hallstein pour désigner la RDA, ceci jusqu'à la signature du Traité fondamental du 21 décembre 1972, qui officialisa la reconnaissance mutuelle et l'établissement de relations diplomatiques entre les deux États allemands.
Le très important contingent de l'Armée rouge sur place constitue le groupement des forces armées soviétiques en Allemagne.
En 1970, la RDA était occupée par 390 000 soldats soviétiques, soit 75 % des effectifs totaux de l'Armée soviétique déployés en Europe centrale.

## Étendue territoriale
Elle était constituée par les actuels Länder de :
- La Thuringe
- La Saxe-Anhalt
- La Saxe
- Le Brandebourg
- Le Mecklembourg-Poméranie-Occidentale

Ainsi que les districts berlinois de :
- Mitte
- Prenzlauer Berg
- Friedrichshain
- Treptow
- Köpenick
- Lichtenberg
- Weißensee
- Pankow
- Marzahn*
- Hohenschönhausen*
- Hellersdorf*

Nota : Les districts marqué d'un astérisque ont été créés après 1945.
Son quartier général était situé à Berlin-Est, dans le quartier de Karlshorst (district de Lichtenberg).

## Liste des commandants de zone

### Commandant militaire
- avril 1945 – 9 juin 1945 : Gueorgui Joukov

### Gouverneurs militaires
- 9 juin 1945 - 10 avril 1946 : Gueorgui Joukov
- 10 avril 1946 – 29 mars 1949 : Vassili Sokolovski
- 29 mars 1949 – 10 octobre 1949 : Vassili Tchouïkov

### Président de la commission de contrôle
- 10 octobre 1949 – 28 mai 1953 : Vassili Tchouïkov

### Hauts-commissaires
- 28 mai 1953 – 6 juillet 1954 : Vladimir Semionov
- 6 juillet 1954 – 20 septembre 1955 : Gueorgui Pouchkine (ru)